# Nokia 8110 4G
El Nokia 8110 4G es un teléfono móvil de la marca Nokia desarrollado por HMD Global. Se anunció el 25 de febrero de 2018 en el Mobile World Congress (MWC) 2018 en Barcelona, España, como un renacimiento del Nokia 8110 original, que era conocido popularmente como el «teléfono Matrix» o «teléfono plátano/banana». El teléfono es compatible con dos tarjetas SIM, aunque está limitado a 2G en una de las dos ranura, mientras utiliza ambas tarjetas SIM. Funciona con un sistema operativo basado en KaiOS.

## Historial del firmware
La versión de firmware 11 añadió servicios de Google como Google Search, YouTube, Google Maps y Google Assistant. Esto se organizó gracias a la asociación de la empresa con Google.
A partir de la versión 13 del firmware, también se instala de forma predeterminada la aplicación de Twitter.
En la versión 15 del firmware, las aplicaciones WhatsApp y Facebook se pusieron a disposición a través de la tienda del móvil.

## Lanzamientos de firmware
| Versión        | Anunciado               |
| -------------- | ----------------------- |
| 10.00.17.02    | Versión inicial         |
| 11.00.17.03    | Junio de 2018           |
| 12.00.17.06/10 | 4 de julio de 2018      |
| 13.00.17.01    | 18 de octubre de 2018   |
| 14.00.17.04    | 27 de noviembre de 2018 |
| 15.00.17.03    | Abril 2019              |
| 16.00.17.00    | 26 de abril de 2019     |
| 17.00.17.01    | 19 de noviembre de 2019 |

## Conectividad
El teléfono funciona en muchos sistemas en Europa. No ha funcionado en AT&T desde febrero de 2021, cuando la compañía cambió a solo 3G.